# A mari usque ad mare

Wapenschild van Canada (1994-2022) met spreuk A mari usque ad mare en het motto Desiderantes meliorem patriam

A mari usque ad mare (van het Latijn: van de zee tot de zee) is een Latijnse uitdrukking uit de Vulgaat (psalm 72, vs. 8). In de psalm toegeschreven aan Salomo wordt de komst van de Messias Christus Jezus en zijn toekomstige geestelijke heerschappij over de wereld, precies "van de zee naar de zee", voorspeld. 
De uitdrukking is nu zichtbaar in het staatswapen van Canada, omdat deze natie zich uitstrekt tussen twee "zeeën": de Atlantische Oceaan en de Stille Oceaan. In dit wapen staat tevens het motto "Desiderantes meliorem patriam - zij die een beter vaderland wensen"
De uitdrukking "dominabitur a mari usque ad mare" staat ook gebeiteld in het fronton van het gebouw van het Centre Universitaire Méditerranéen, in Nice. Dat gebouw staat namelijk op de "Promenade des Anglais" tegenover de zee en is vanuit die positie in staat om de kustlijn van de Azurenkust te domineren. 